# POWER BAY MORNING
POWER BAY MORNING（パワー ベイ モーニング）は、bayfmで毎週月曜日から金曜日の5:00～8:57に放送されていたラジオ番組である。

## 概要
2005年10月、BAY MORNING STREAMの後継番組として放送が開始される。
2017年時点でのオープニングジングルはサトシ・トミイエ『Come to Me (feat. Diane Charlemagne)』でテーマ曲はクレイグ・チャキコ『Island Breeze』。
2021年3月8日の放送で、3月いっぱいをもって番組終了が発表され、31日をもって、番組終了。15年半の放送に幕を閉じた。
後番組は6時を境に分割され、5時台は『てぃだきゃん』(月曜のみ)と音楽番組『slow glow』(火〜金)に、6時台以降は当番組の流れを継ぐ情報番組『AWAKE』となった。この改題を機にbayfmの朝番組から開局以来用いられてきた「BAY」と「MORNING」の名前が消滅した。

## タイムテーブル
- 5:00 番組オープニング
- 5:09 bayfm UPDATES
- 5:11 bayfm WEATHER UPDATES
- 5:12 メニュー紹介
- 5:15 POWER BAY MORNING MUSIC SHOWER
日替わりのテーマで3曲をセレクトする。洋楽篇か邦楽篇を放送し、6時台にはその逆を流す。また曜日ごとに洋邦が入れ替わる。
- 5:28 POWER PLAY
- 5:30 PBM HEADLINE
一般紙・スポーツ紙の記事から、気になるトピックスをピックアップ。
- 5:40 bayfm WEATHER UPDATES
- 5:45 オフェリア・麗の運を取り込む幸せメニュー占い
- 5:54 日刊工業新聞社 presents Valuable Tips〜5つの金言〜 ドーキンズ英里奈/白鳥悟嗣
2021年1月1日放送開始。
- 6:00 bayfm UPDATES
- 6:03 bayfm WEATHER UPDATES
- 6:05 POWER BAY MORNING MUSIC SHOWER
- 6:30 PBM HEADLINE
- 6:38 bayfm WEATHER UPDATES
- 6:39 (火)チバテレからのお知らせ
チバテレの番組情報を土井結貴の事前収録で案内。
- 6:40 bayfm TRAFFIC UPDATES(首都高)
- 6:43 TRENDER
- 6:50 (水)きょうのなぞなぞ
答え合わせは7:08頃
- 6:53 快適生活ラジオショッピング
- 7:00 7時台オープニング
- 7:01 bayfm TRAFFIC UPDATES(千葉県警、火・木：ちばぎんJCBカード・ちばぎんDCカード提供)
- 7:04 bayfm UPDATES(月・水・金：千葉土建提供)
- 7:06 bayfm WEATHER UPDATES(ウェザーニュース、マックス運輸提供)
- 7:10 THE TARGET(導入部分)またはメール紹介
- 7:17 MAKUHARI MESSE EVENT INFORMATION(月・金)
- 7:20 bayfm TRAFFIC UPDATES(首都高、千葉銀行提供 ここのみ事前収録による後提供あり)
- 7:25 THE TARGET
- 7:39 bayfm WEATHER UPDATES
- 7:41 bayfm TRAFFIC UPDATES(千葉県警、火：シンドバッドニチドー、水：千葉県自動車整備振興会、金：なごみの米屋提供)
- 7:55 ちーばレポ(金：ちばぎん総合研究所提供)
- 8:00 bayfm UPDATES(月：黒平まんじゅう本舗、火～金：日進レンタカー提供)
- 8:04 bayfm WEATHER UPDATES(月：オートウィル、火：千葉鋼材、水：ちばぎん証券、金：東方エージェンシー提供)
- 8:06 bayfm TRAFFIC UPDATES(首都高、月・水・金：アイキョーグループ、火：千葉県トラック協会)
- 8:12 bayfm AIRLINE UPDATES(月：野崎建築工業、火～木：日進レンタカー提供)
羽田空港の発着便の情報をビッグバードのキャスターが伝える。
- 8:15 CHIBA TOYOPET  Legame Wonderful Drive
2021年1月1日放送開始。車の運転、メンテナンス、ドライブコース等に関するトピックを紹介。
- 8:20 POWER PLAY
- 8:23 bayfm TRAFFIC UPDATES(千葉県警、月・火：ネッツトヨタ千葉、木：ナガミネゴルフセンターグループ、金：南総通運提供)
- 8:30 
  - 月曜：ニシダ・カレーキングダム
千葉県内の有名店のカレーを紹介
  - 火曜：シン明解西田辞典
  - 水曜：今週のスポットライト
  - 木曜：ジェフユナイテッド市原・千葉Spirits～WIN BY ALL
ジェフ千葉を応援するコーナー。試合結果や選手インタビューなどを紹介。2016年3月までは金曜に放送。
  - 金曜：シバサチスコープ
- 8:39 bayfm WEATHER UPDATES(火・木：AHCアットホームセンター、水：菜々の湯提供)
- 8:41 bayfm TRAFFIC UPDATES(千葉県警、広島建設セナリオハウス提供)
- 8:55 エンディング
9:00からの後続番組『miracle!!』（月～木）のANNA、『MOTIVE!!』（金曜）の安東弘樹・宮島咲良とクロストークを行う。
- 8:57 放送終了

## 各曜日のDJ

### 放送終了時点でのDJ
- 月曜日、火曜日
  - 西田新（2019年4月1日 - 2021年3月30日）

2019年4月1日 - 2020年3月30日は月曜日のみ担当。
※新型コロナウイルス感染症 の流行、緊急事態宣言、感染拡大の防止の観点から2020年4月20日から2020年6月16日までと2021年1月11日から2021年3月16日までは、西田は活動拠点である大阪からのリモート出演となっていた。その際のスタジオ担当（ニュース・天気・交通情報等担当）については、「代理DJ」の項を参照。
- 水曜日、木曜日
  - 光永亮太（2015年4月1日 - 2021年3月31日）

2015年4月1日 - 2018年3月29日は水・木曜日担当、2018年4月3日 - 2020年3月31日は火・水・木曜日担当。
- 金曜日
  - 柴田幸子（2018年4月2日 - 2021年3月26日）

2018年4月2日 - 2019年3月25日は月曜日担当

### 過去のDJ
| 期間      | 期間       | 月曜日   | 火曜日   | 水・木曜日 | 金曜日           |
| --------- | ---------- | -------- | -------- | ---------- | ---------------- |
| 2005.10.3 | 2006.12.29 | 小島嵩弘 | 小島嵩弘 | 斉藤りさ   | 酒井道代         |
| 2007.1.4  | 2007.3.30  | 小島嵩弘 | 小島嵩弘 | 斉藤りさ   | 帆足由美         |
| 2007.4.2  | 2007.6.29  | 小島嵩弘 | 小島嵩弘 | 斉藤りさ   | 我山亜希子       |
| 2007.7.2  | 2010.3.26  | 小島嵩弘 | 小島嵩弘 | 斉藤りさ   | 酒井道代         |
| 2010.3.29 | 2012.6.29  | 小島嵩弘 | 小島嵩弘 | 斉藤りさ   | きゃんひとみ     |
| 2012.7.2  | 2015.3.27  | 斉藤りさ | 斉藤りさ | 小島嵩弘   | きゃんひとみ     |
| 2015.3.30 | 2016.3.25  | 斉藤りさ | 斉藤りさ | 光永亮太   | きゃんひとみ     |
| 2016.3.28 | 2018.3.30  | 斉藤りさ | 斉藤りさ | 光永亮太   | ドーキンズ英里奈 |
| 2018.4.2  | 2019.3.29  | 柴田幸子 | 光永亮太 | 光永亮太   | ドーキンズ英里奈 |
| 2019.4.1  | 2020.4.3   | 西田新   | 光永亮太 | 光永亮太   | 柴田幸子         |
| 2020.4.6  | 2021.3.31  | 西田新   | 西田新   | 光永亮太   | 柴田幸子         |

## 準レギュラー
- 里崎智也（金曜、2018年4月9日 - ）

不定期で番組全編にわたって出演
2018年4月9日 - 2019年3月4日までは、毎月1回月曜に出演していた。

## 代理DJ
基本的には他曜日のDJが代理をするが、以下はそれ以外のケースである。
- 中川倫子（2016年1月13日、1月14日） - 光永（水曜、木曜）の遅い夏休みのため
- 曽根由希江（2016年2月10日、「bayfm UPDATES」は情報アナウンサーが代わりに担当） - 光永がインフルエンザによる体調不良のため
- 酒井道代（2016年2月11日） - 同上
- SINJI（2016年11月1日） - 斉藤（火曜）の遅い夏休みのため（※前日の月曜は光永が代理）
- 西田新（2019年1月23日） - 光永（水曜）の冬休みのため（※前日の火曜は柴田が、翌日の木曜はドーキンズが代理）

斉藤りさの体調不良による休演（2018年1月8日 - 2月27日）
月曜：ドーキンズ、火曜：光永が担当したが、下記の月曜はドーキンズ以外のDJが担当した。
- 宇佐美友紀（2018年1月29日）
- 柴田幸子・里崎智也[2]（2018年2月19日）

西田新のリモート出演に関する対応 (2020年4月20日 - 2020年6月16日、2021年1月11日 - 2021年3月16日)
基本的にニュース、天気、交通情報を担当する。
- 柴田幸子（2020年4月20日、4月21日、4月27日、4月28日）
- 土井結貴[3]（2020年5月4日 - 6月16日、2021年1月11日 - 2021年3月16日の月曜・火曜に出演)